# Seznam nemških akademikov
Seznam nemških akademikov.

## A
- Karl-Otto Apel

## B
- Friedrich Wilhelm Bessel
- Elisabeth Blochmann
- Max Born

## C
- Johann Cilenšek

## E
- Albert Einstein

## F
- Daniel Gabriel Fahrenheit
- Harald Fuchs

## G
- Rudolf Goclenius mlajši
- Victor Mordechai Goldschmidt

## H
- William Herschel

## K
- Herbert Kroemer

## L
- Felix von Luschan

## M
- Karl Marx
- Ingrid Moses

## P
- Sigrid D. Peyerimhoff

## R
- Chaim Menachem Rabin
- Gerhard von Rad

## S
- Annemarie Schimmel
- Levin Ludwig Schücking
- W. G. Sebald
- Karl Wilhelm Ferdinand Solger

## T
- Klaus Theweleit

## W
- Harald Weinrich